# 志染町窟屋
志染町窟屋（しじみちょういわや）は、兵庫県三木市にある大字。郵便番号は673-0503。

## 地理
- 志染地区の中央部、志染川下流左岸に位置し、南北に細長い地域である。地名の由来は志染の石室があることから。[4][5][6][7][8]東側は志染町三津田、志染町御坂・西側は志染町細目、志染町高男寺、志染町安福田・南側は志染町青山・北側は志染町井上と接する。

## 歴史
- 1876年（明治9年）- 美嚢郡高男寺村・池野村が合併して窟屋村となる。
- 1889年（明治22年）4月1日 - 町村制施行に伴い志染村大字窟屋となる。
- 1954年（昭和29年）7月1日 - 志染村が三木市に編入され、三木市志染町窟屋になる。

## 世帯数と人口
2022年（令和4年）2月28日現在の世帯数と人口は以下の通りである。
| 町丁       | 世帯数  | 人口  |
| ---------- | ------- | ----- |
| 志染町窟屋 | 109世帯 | 270人 |

## 小・中学校の学区
市立小・中学校に通う場合、学区は以下の通りとなる。
| 番地 | 小学校             | 中学校               |
| ---- | ------------------ | -------------------- |
| 全域 | 三木市立志染小学校 | 三木市立緑が丘中学校 |

## 施設

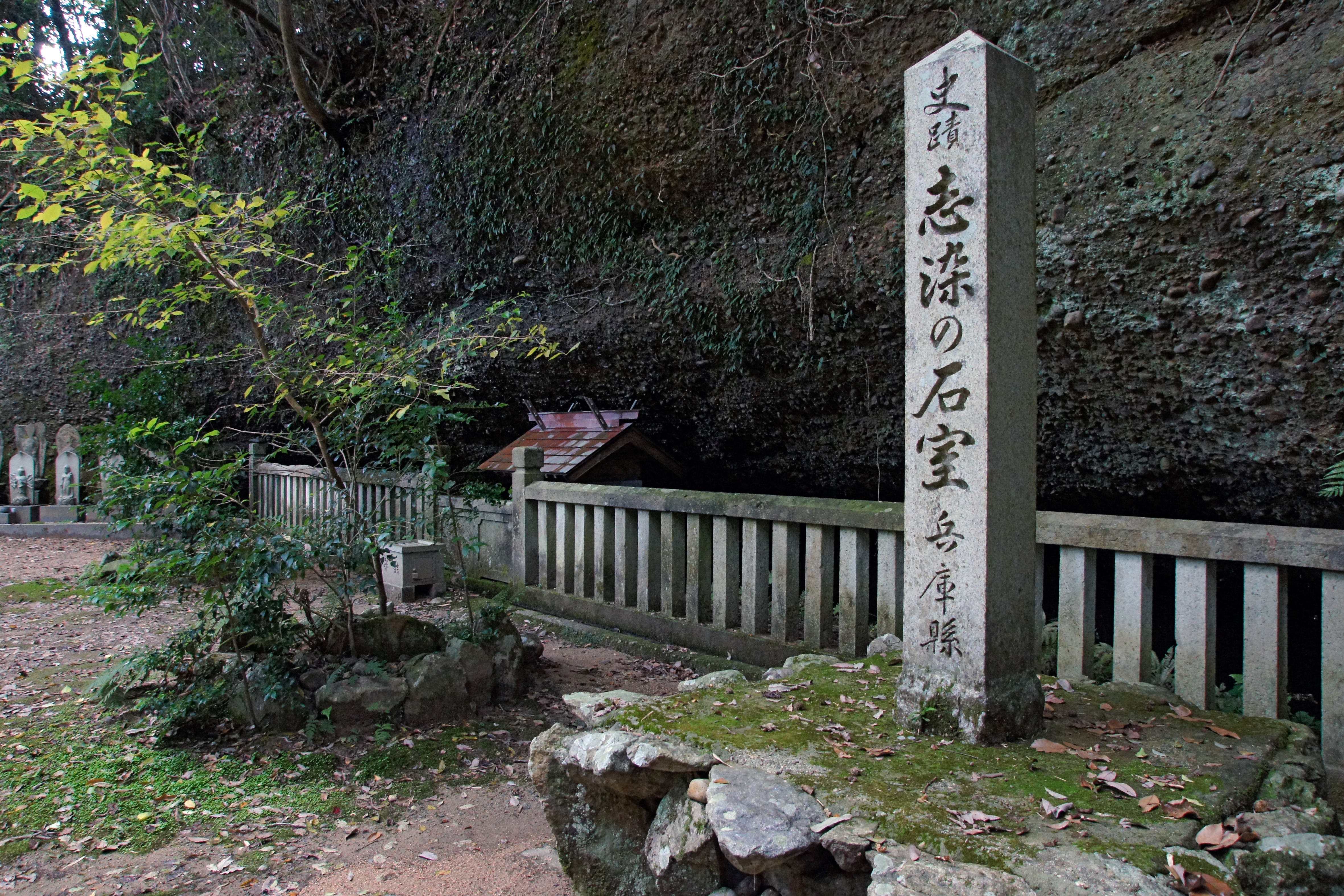
兵庫県立三木防災公園（住所は志染町三津田である。）
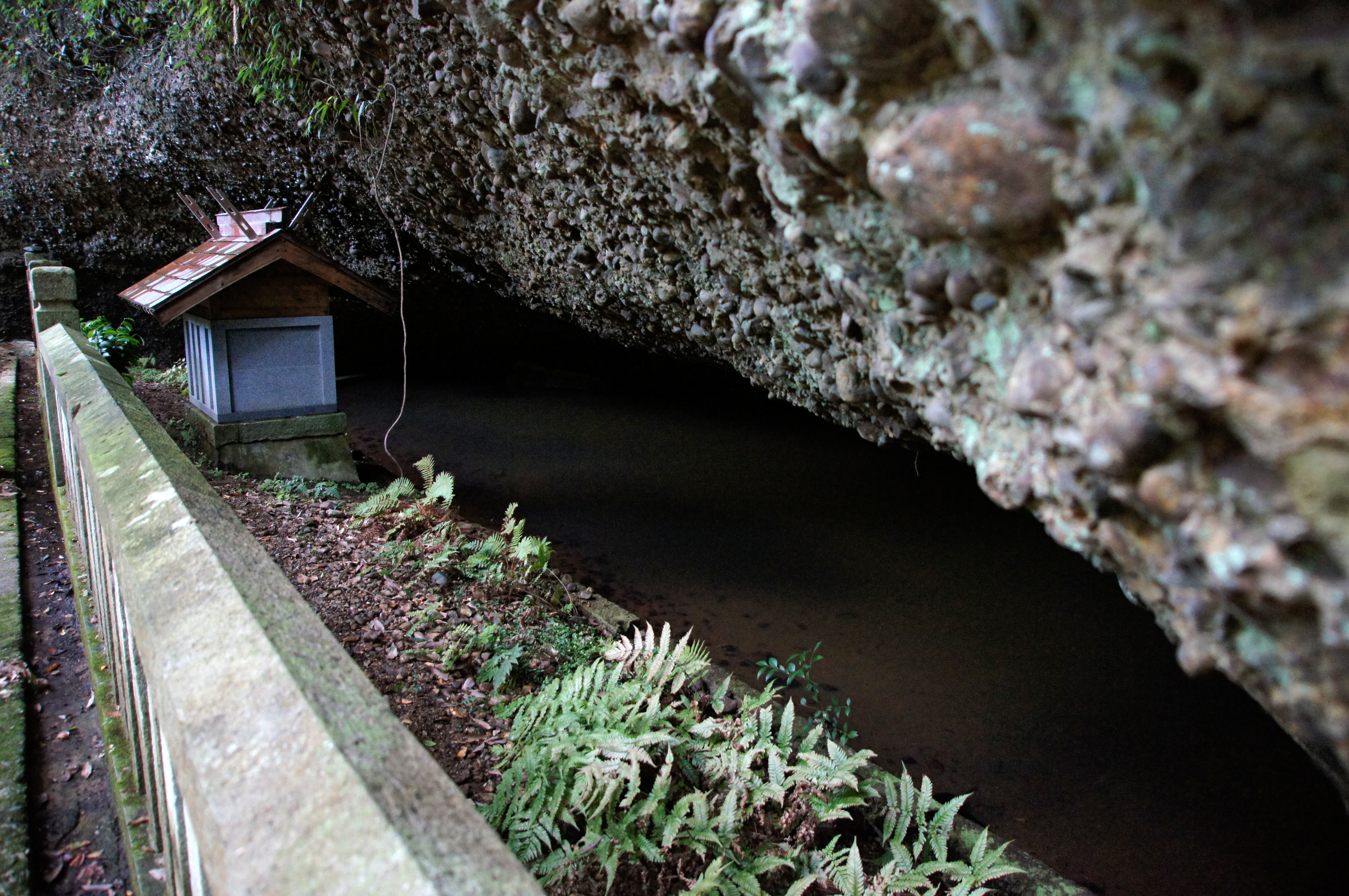
志染の石室
  - 窟屋の金水

四季によって水の色が変わる。
- 珈琲庵珈集　青山店

- 志染の石室
- 窟屋の金水

## 交通

### 鉄道
地内には鉄道は通っていない。

### バス
- 神姫バス
- みっきぃバス

### 道路
- 兵庫県道38号三木三田線
  - 志染バイパス
- 兵庫県道83号平野三木線

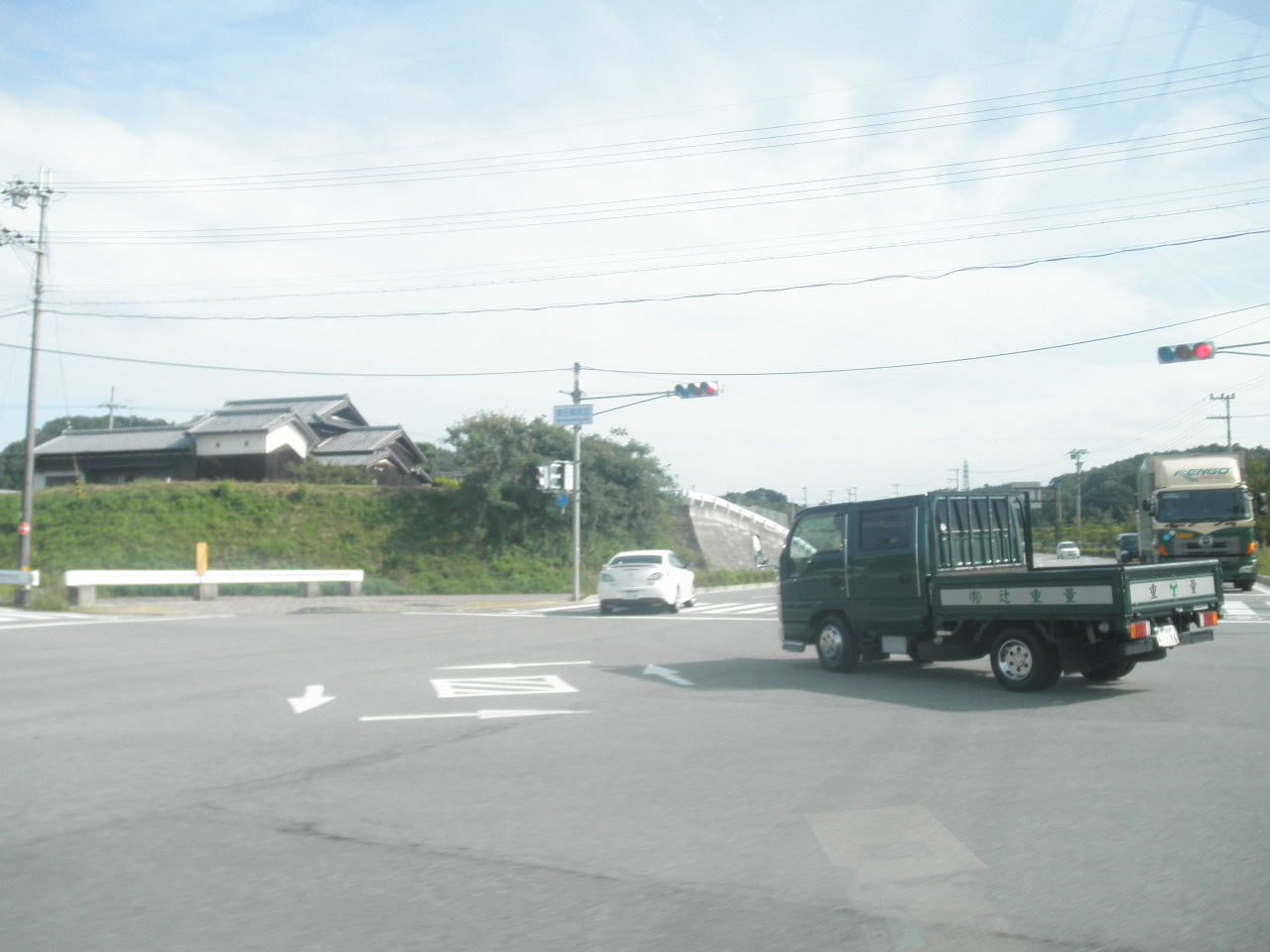
兵庫県道83号平野三木線 小字奥田で撮影